# Blessington Street Basin

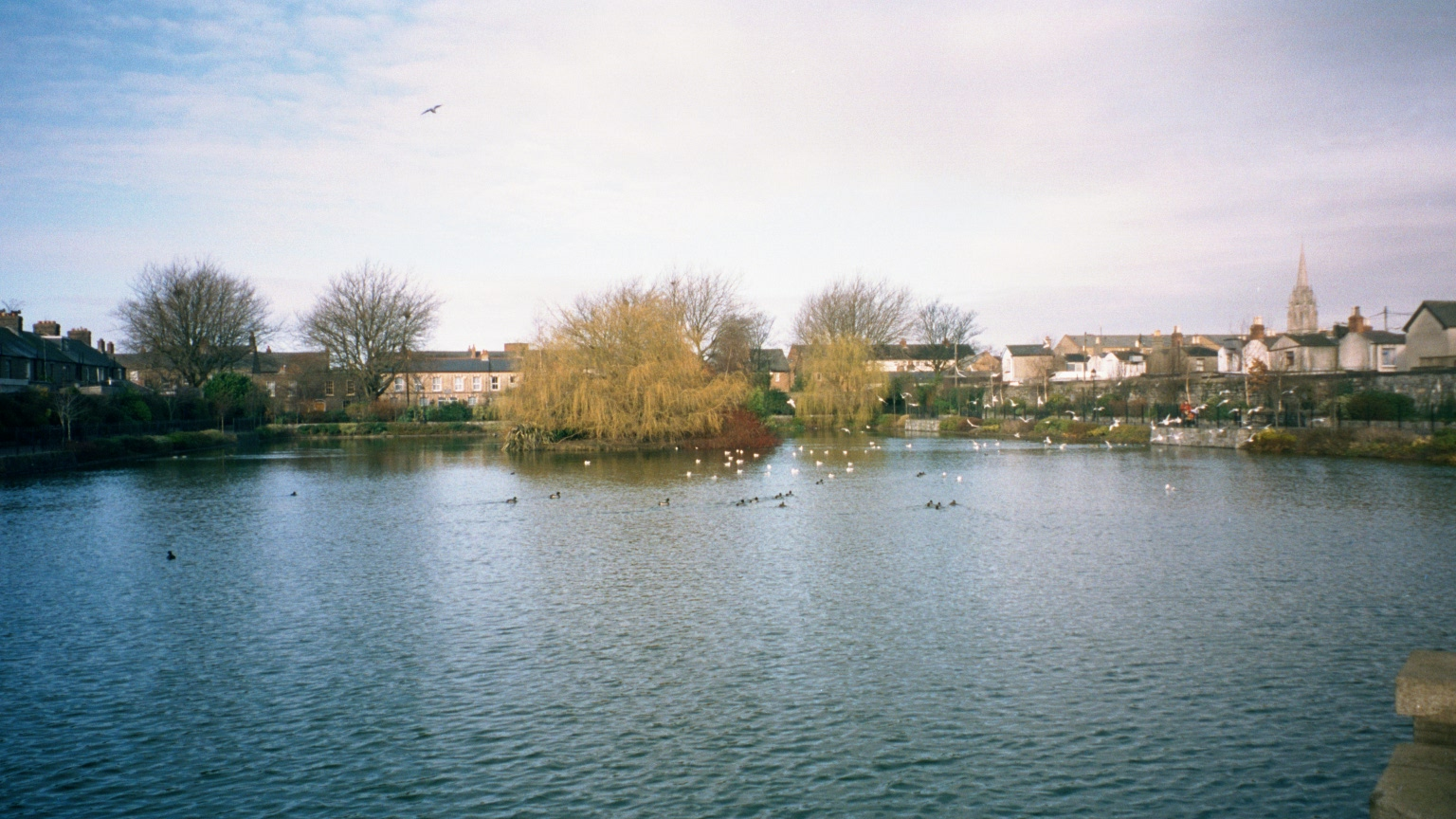
Das Blessington Street Basin

Blessington Street Basin (irisch Báisín Shráid Bhaile Coimín) ist der Name eines von 1810 bis in die 1970er Jahre betriebenen Trinkwasser-Reservoirs im nördlichen Teil der irischen Hauptstadt Dublin. Die Anlage wird seit 1994 als öffentlicher Naherholungsraum genutzt.

## Geschichte
Das Blessington Street Basin wurde zu Beginn des 19. Jahrhunderts von der Dubliner Stadtverwaltung errichtet. Die Bauarbeiten begannen etwa 1803, und 1810 wurde die Anlage – benannt nach dem damals regierenden britischen König Georg III. – als Royal George Reservoir in Betrieb genommen.

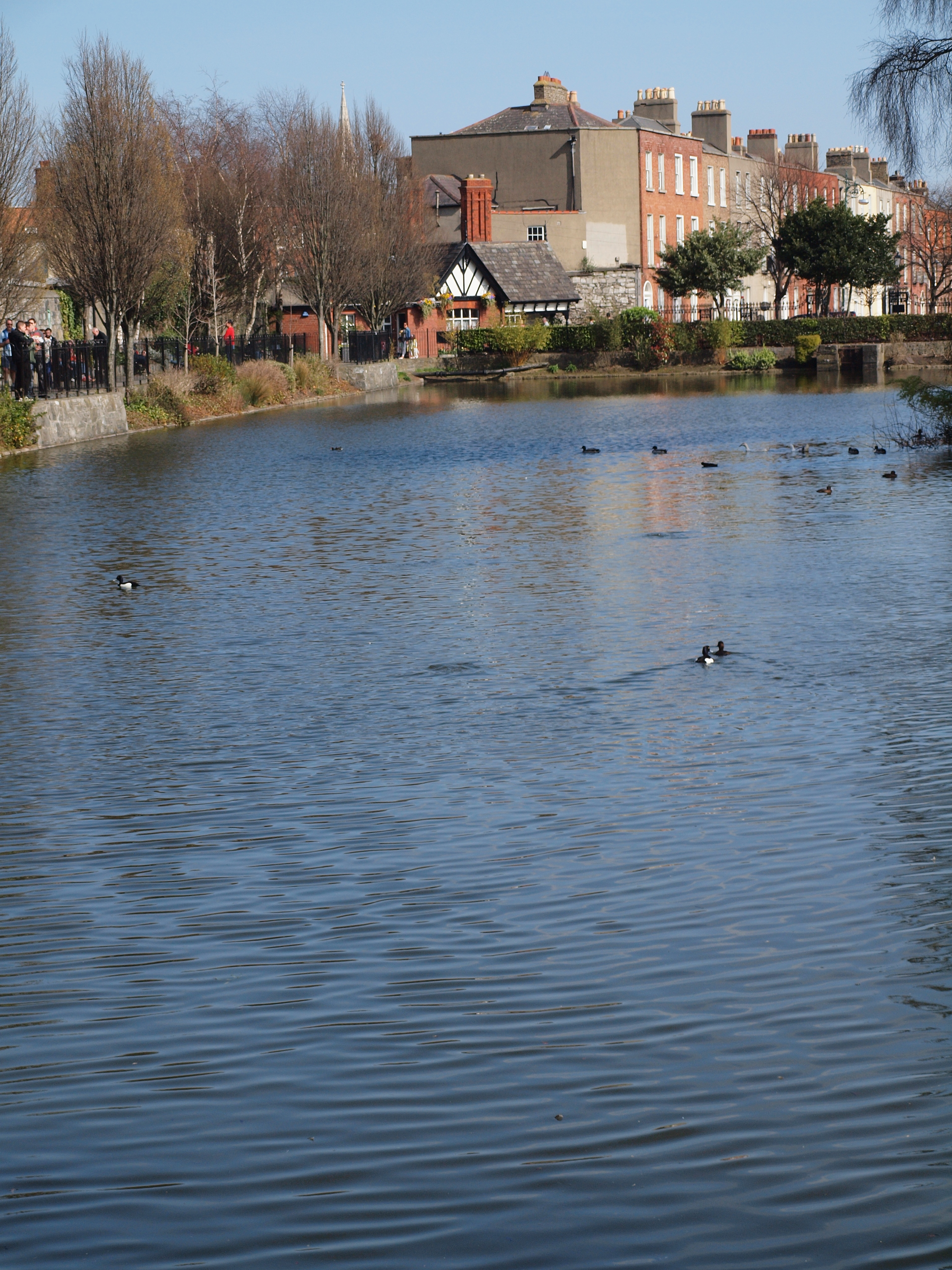
Blessington Street Basin 2015

Das rechteckige, rund 120 m lange und 60 m breite Becken fasste etwa 4 Mio. Gallonen (15,1 Mio. Liter) Trinkwasser. Das Wasser stammte vom Lough Ovel in der Grafschaft Westmeath, die Zuleitung erfolgte über den Royal Canal und eine etwa 3 km lange Rohrleitung bis in das Becken am westlichen Ende der kleinen Blessington Street. Als die Versorgungskapazität nicht mehr ausreichte, wurde 1869 außerhalb der Stadt eine weitere Trinkwasser-Sammelstelle errichtet. Das Blessington Street Basin versorgte ab diesen Zeitpunkt nur noch die Jameson’s Distillery bis 1970 mit Trinkwasser zur Erzeugung ihres Whiskys sowie eine weitere Brennerei bis 1976. Danach wurde der Betrieb aufgegeben.
In den Jahren 1993/1994 erfolgte eine Generalsanierung des Geländes. Seit der Wiedereröffnung am 4. November 1994 befindet sich in der Parkanlage im nunmehr als Vogelteich genutzten Becken eine künstliche Insel, und im Wasser leben auch Fische.
Der kleine Park befindet sich im Dubliner Bezirk Phibsborough, am westlichen Ende der Blessington Street, gut 1 km vom nördlichen Ende der zentralen O’Connell Street entfernt.

## Namensgebung
Die ursprüngliche Bezeichnung Royal George Reservoir nach dem britischen König wurde bald aufgegeben und die Anlage fortan einfach the basin (‚das Becken‘) genannt. Aufgrund der relativen Unbekanntheit des Raumes als Ruhe- und Freizeitgelände war eine Zeitlang auch die Bezeichnung The secret garden (‚versteckter Garten‘) im Volksmund üblich. Die Anlage wird heute nach der Blessington Street benannt, die an der Ostseite des Beckens endet.